# Потёмкинские деревни

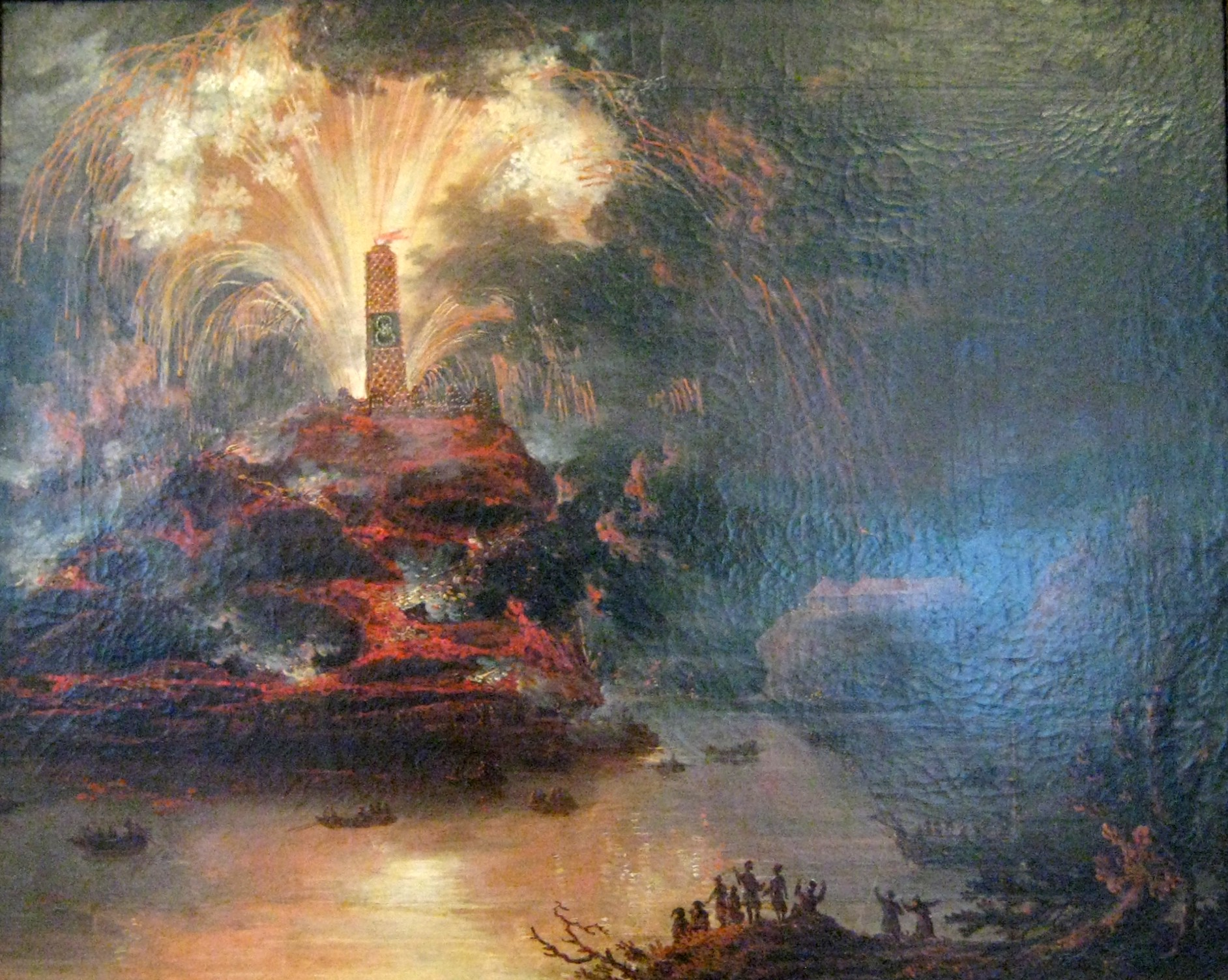
Фейерверки в честь Екатерины во время её путешествия в Крым. Картина неизвестного художника, конец XVIII века

Потёмкинские дере́вни — не соответствующая действительности история о бутафорских деревнях, которые были якобы выстроены по указанию князя Г. А. Потёмкина вдоль маршрута Екатерины II, составленного И. М. Синельниковым, во время её поездки в 1787 году в Северное Причерноморье — территории, которые были отвоёваны у Османской империи. Это словосочетание ныне стало фразеологизмом, которое используется, когда говорят «о чём-либо, специально устроенном для создания ложного впечатления видимого, показного благополучия, скрывающего истинное положение, состояние чего-либо».

## Происхождение
Согласно легенде, в ещё недавно пустынной степи императрица увидела множество строений, войска, процветающее население. Ей был показан и Черноморский флот в Севастополе. Грандиозное по разнообразию и пышности зрелище удивили не только государыню, но и представителей иностранных дворов, которые путешествовали вместе с ней, а также присоединившегося к ним инкогнито австрийского императора Иосифа II.
В настоящее время авторство легенды приписывается саксонскому дипломату Георгу Гельбигу, который в 1797—1800 годах опубликовал биографический очерк князя Потёмкина-Таврического в немецком журнале «Минерва». На самом деле рассказы о бутафорских деревнях, написанных на щитах, и поселянах, приведённых к «месту жительства» за много вёрст, встречаются в европейских сочинениях о России и Екатерине II задолго до Гельбига. Французский путешественник Форсия де Пиль, побывавший в России в 1791—1792 годах и опубликовавший материалы спустя четыре года, кратко касаясь путешествия императрицы в Крым, в частности, писал, что, как любого государя, её часто обманывали, и в этом путешествии она всему радовалась и восхищалась, не зная, что

дороги были починены тогда только, когда сделалось известно об её отъезде; что оные многочисленные деревни, предмет её восхищений, были созданы для проезду её и разрушены в тот же день, и несчастные крестьяне, пришедшие за тридцать и сорок льё, чтоб стать по сторонам пути и жить в оных домах в продолжение нескольких дней, были отосланы восвояси. То было изобретение гения Потёмкина, который сумел таковою хитростью нового рода убедить свою монархиню, что страна, почитаемая пустынею, процветает.

Спустя несколько лет вышло также французское произведение авторства Ж.-Ш. Тибо де Лаво «История Петра III». Его третий том «Тайные истории любви и главных любовников Екатерины II» представляет собой сборник непроверенных сведений из немецких биографий и циркулировавших в то время в обществе слухов. В нём помещено множество фантастических историй об интимной жизни императрицы, и воспринимать его как серьёзный исторический источник не стоит. Но в главе о путешествии в Крым автор заимствует сведения у Гельбига и сообщает миф о декоративных поселениях, написанных на холсте, мешках с песком, изображавших полные зерна амбары, и несчастных крестьянах:

Путешествие началось по наступлении тепла, и тот же час были запущены машины, волшебное действие которых обманывало только императрицу. Художество умноживалось по мере приближения к губерниям Потёмкина. В некотором отдалении от берега виднелись деревни; но дома и колокольни написаны были на досках как декорация. Ближние ж к дороге деревни были построены наскоро и казались обитаемыми; но те мнимые жители были приведены насильно за пятнадцать или даже восемьдесят вёрст. Вечером они обязаны были покинуть свои мнимые дома и всю ночь шли играть комедию в следующей мнимой деревне, которую императрица видела издалека. Всем тем несчастным было обещано вознаграждение, но им ничего не дали. Многие из них погибли в отчаянии, в нищете или в болезнях. Также ночами из деревни в деревню ведомы были и многочисленные стада, и императрица часто восхищалась одним стадом пять или шесть раз. Дороги, коими шествовала императрица, были очень красивы, но их окончили за два наперёд[прояснить] и в такой поспешности, которая не обещала прочности. В городах Потёмкин вёл Екатерину в громадные хранилища, которые она видела наполненные кулями. Но вместо зерна в тех кулях был песок. Она вступала в дома, и они были уставлены прекрасными мебелями. Но всё то приготовлено было заранее, доставлено издалека и за большие деньги. Все оные вещи были взяты у торговцев с условием, что оных возвратят, когда в них надобности не станет с уплатою поломок. Но никто и не мечтал сдержать обещания; ничего не возвратили, ничего не уплатили.

Предание о «потёмкинских деревнях» могло появиться благодаря использованию щитов, изображавших вымышленные сооружения, что вообще характерно для того времени (можно вспомнить украшения Царскосельской дороги на пути следования Генриха Прусского в 1770 году, изображавшие горы с извержением вулкана и архитектурные сооружения), удалённости маршрута от столичных городов, когда у зрелищ не было большого количества образованных зрителей, и большому количеству недоброжелателей Потёмкина.
В своей фундаментальной книге о Потёмкине британский исследователь Саймон Себаг-Монтефиоре, подробно разбирая корни возникновения легенды о «потёмкинских деревнях», цитирует участника поездки, маркиза де Линя:

Мы слышали смешнейшие истории о том, что на пути нашего следования стояли картонные деревни [...] что корабли и пушки были нарисованными, а кавалерия — без лошадей... Даже многие русские, завидовавшие нам, участникам путешествия, будут упрямо повторять, что нас обманули

и резюмирует:

Пожалуй, Потёмкина можно назвать отцом современных политических шоу — но никак не плоским обманщиком.

Существует исторический анекдот, согласно которому подобное жульничество действительно имело место вскоре после того, когда при возвращении из поездки в Крым Екатерина проезжала через Тульское наместничество, и тульский наместник генерал Кречетников пытался скрыть последствия неурожая.